# Порт-Клінтон (Пенсільванія)
Порт-Клінтон (англ. Port Clinton) — місто (англ. borough) в США, в окрузі Скайлкілл штату Пенсільванія. Населення — 278 осіб (2020).

## Географія
Порт-Клінтон розташований за координатами 40°35′0″ пн. ш. 76°1′51″ зх. д. / 40.58333° пн. ш. 76.03083° зх. д. (40.583253, -76.030814).  За даними Бюро перепису населення США в 2010 році місто мало площу 1,99 км², з яких 1,97 км² — суходіл та 0,01 км² — водойми.

## Демографія
Згідно з переписом 2010 року, у селищі мешкало 326 осіб у 123 домогосподарствах у складі 86 родин. Густота населення становила 164 особи/км².  Було 135 помешкань (68/км²).
Расовий склад населення:
| - 98,2 % — білих |

До двох чи більше рас належало 1,5 %. Частка іспаномовних становила 0,9 % від усіх жителів.
За віковим діапазоном населення розподілялося таким чином: 27,0 % — особи молодші 18 років, 60,4 % — особи у віці 18—64 років, 12,6 % — особи у віці 65 років та старші. Медіана віку мешканця становила 37,5 року. На 100 осіб жіночої статі у селищі припадало 123,3 чоловіків;  на 100 жінок у віці від 18 років та старших — 108,8 чоловіків також старших 18 років.
Середній дохід на одне домашнє господарство  становив 52 830 доларів США (медіана — 44 643), а середній дохід на одну сім'ю — 62 629 доларів (медіана — 48 750). За межею бідності перебувало 2,9 % осіб, у тому числі 0,0 % дітей у віці до 18 років та 5,1 % осіб у віці 65 років та старших.
Цивільне працевлаштоване населення становило 117 осіб. Основні галузі зайнятості: виробництво — 24,8 %, освіта, охорона здоров'я та соціальна допомога — 15,4 %, транспорт — 14,5 %.